# Varenknotsje
Het varenknotsje (Typhula quisquiliaris) is een schimmel behorend tot de familie Typhulaceae. Hij leeft saprotroof op overjarige bladstelen van de adelaarsvaren (Pteridium). Hij komt voor in bossen op (matig) voedselarme bodem (vooral Fago-Quercetum).

## Taxonomie
Typhula quisquiliaris werd voor het eerst beschreven door James Sowerby in 1803 als Clavaria obtusa. Deze naam bleek echter onwettig te zijn, aangezien deze al in 1797 door Christiaan Hendrik Persoon aan een andere soort was gegeven. De soort kreeg zijn gesanctioneerde naam enkele jaren later door Elias Magnus Fries, in zijn Systema Mycologicum uit 1821. Fries noemde de soort Pistillaria quisquiliaris, nadat hij het eerder (in 1818) Clavaria quisquiliaris had genoemd. De specifieke naam quisquiliaris komt uit het Latijn en betekent "met betrekking tot weigeren". In hetzelfde jaar classificeerde Samuel Frederick Gray Sowerby's Clavaria obtusa opnieuw en noemde het Geoglossum obtusum. De naam van Fries werd echter als geldig aangenomen en in 1896 bracht Paul Christoph Hennings de soort over naar Typhula, waardoor de soort de naam kreeg waaronder hij tegenwoordig bekend staat. De naam Pistillaria quisquiliaris werd echter soms gebruikt tot in de 20e eeuw. Carleton Rea gebruikte het bijvoorbeeld in een publicatie uit 1922. 

## Kenmerken

### Uiterlijke kenmerken
Typhula quisquiliaris produceert vruchtlichamen in de vorm van knotsen. Elk vruchtlichaam bestaat uit een enkele afzonderlijke "stengel" en "kop" en is tot 7 mm hoog. Het oppervlak van de kop is glad en wit en meet 1,5 tot 4 mm bij 1 tot 2,5 mm. De afgeronde steel is onvruchtbaar en heeft dezelfde kleur als de kop. Het heeft echter een zeer fijne donzige bedekking en is enigszins doorschijnend. De steel is 0,3 tot 0,4 mm breed. De steel hecht zich aan sclerotium dat is begraven in de tak waaruit het vruchtlichaam groeit.

### Microscopische kenmerken
Typhula quisquiliaris-sporen zijn smal ellipsvormig en meten van 9 tot 14 bij 4 tot 5,5 micrometer (μm). De sporen zijn wit en bevatten kleine korrels. De sporen worden gedragen op basidia die 50 tot 70 bij 7 tot 8 μm meten, met vier sporen op elk basidium. De donzige bedekking van de steel bestaat uit dikwandige haren, elk van 15 tot 60 bij 3 tot 7 μm, hoewel ze vaak naar de basis toe gezwollen zijn. Het sclerotium meet 1,5 tot 3 bij 0,5 μm en heeft een lichtgele kleur. In de hyfen zijn gespen aanwezig.

## Ecologie
Typhula quisquiliaris-vruchtlichamen worden meestal in rijen gevonden, groeiend uit plantenafval. De soort is liefhebber van adelaarsvaren, vooral Pteridium aquilinum, maar de kolonisatie van dood plantaardig materiaal is ook bekend. Op deze substraten voedt het zich als een saprotroof, waarbij het de dode organische stof afbreekt om zichzelf in stand te houden. De soort is waargenomen in Europa, Noord-Amerika en Rusland. In Europa, de vruchtlichamen kan worden aangetroffen van april tot december.

## Verspreiding
In Nederland komt het varenknotsje matig algemeen voor. Het staat op de rode lijst in de categorie 'Kwetsbaar'.

## Foto's

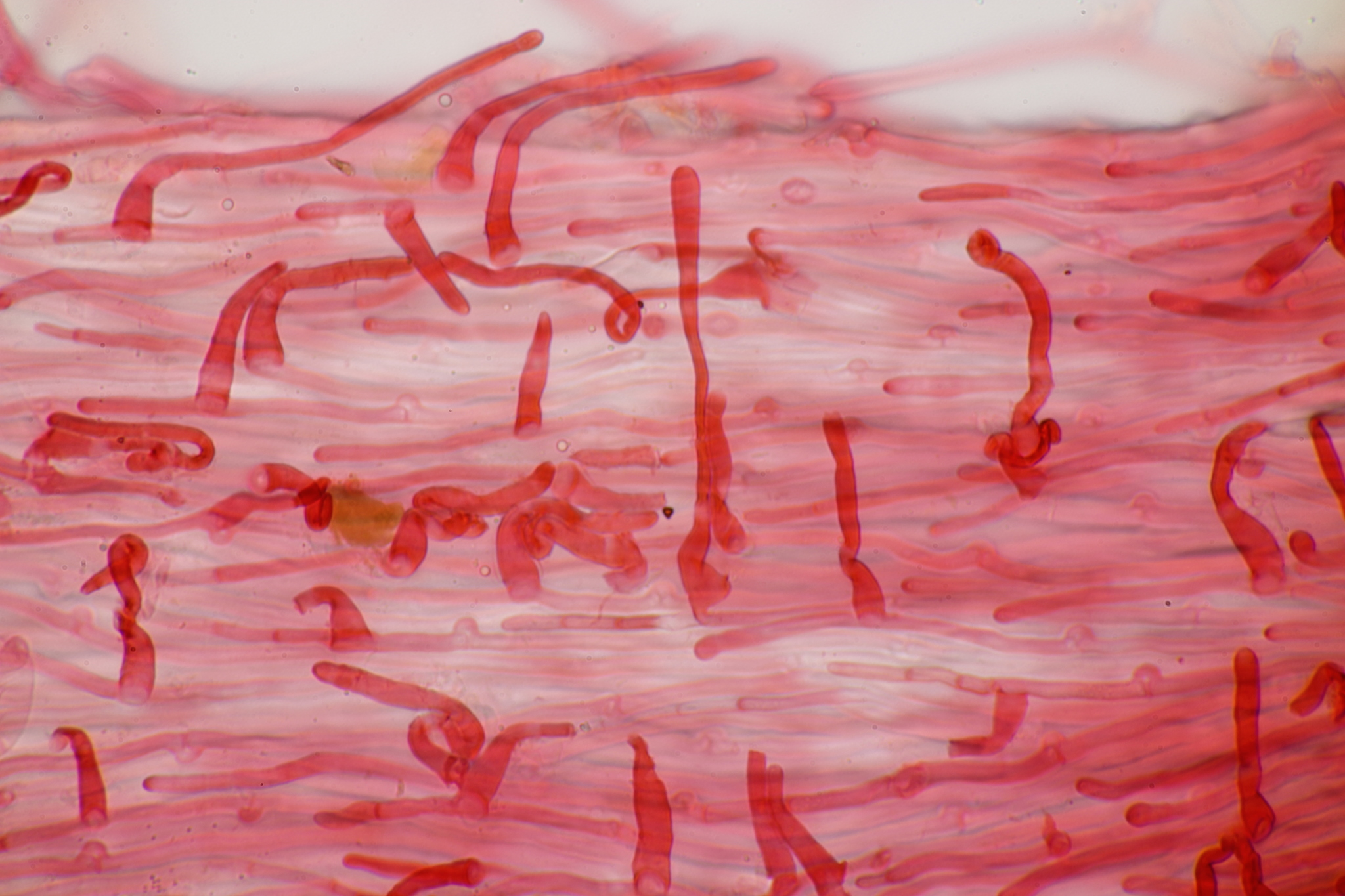
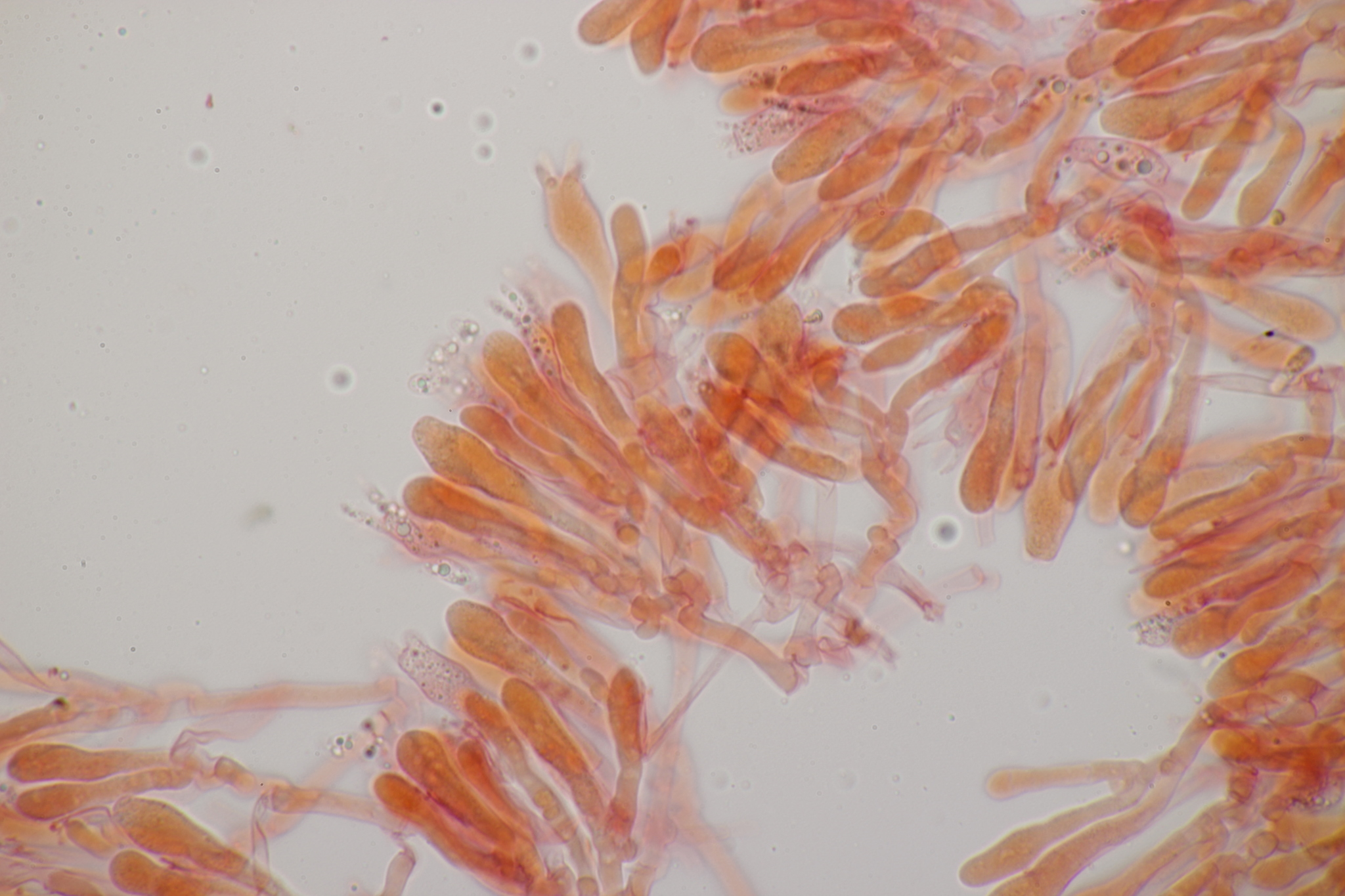